# رديولة كتانية
رَدْيُولَة كَتَّانِيَّة هو نوع من النباتات المزهرة من جنس رديولة التي تنتمي إلى الفصيلة الكتانية. موطنها الأصلي هو مقرونسية من أوروبا إلى البحر الأبيض المتوسط والكاميرون وإثيوبيا طنزنية إلى ملاوي.